# Aaronsburg (contea di Washington, Pennsylvania)
Aaronsburg è un census-designated place (CDP) degli Stati Uniti d'America situato nello stato della Pennsylvania, nella contea di Washington.